# Cảng Karachi
Cảng Karachi (tiếng Urdu: کراچی بندرگاہ Bandar gāh Karāchī) là một trong những vùng nước sâu lớn nhất và bận rộn nhất của Nam Á, xử lý khoảng 60% hàng hóa của quốc gia (25 triệu tấn mỗi năm) nằm ở Karachi, Pakistan. Cảng này tọa lạc giữa Karachi và thị xã Kiamari và Saddar, gần khu kinh doanh chính và một số khu vực công nghiệp. Vị trí địa lý của cảng đặt nó gần với các tuyến vận chuyển lớn như eo biển Hormuz. Việc điều hành cảng được thực hiện bởi Karachi Port Trust, được thành lập vào thế kỷ XIX.

## Lịch sử

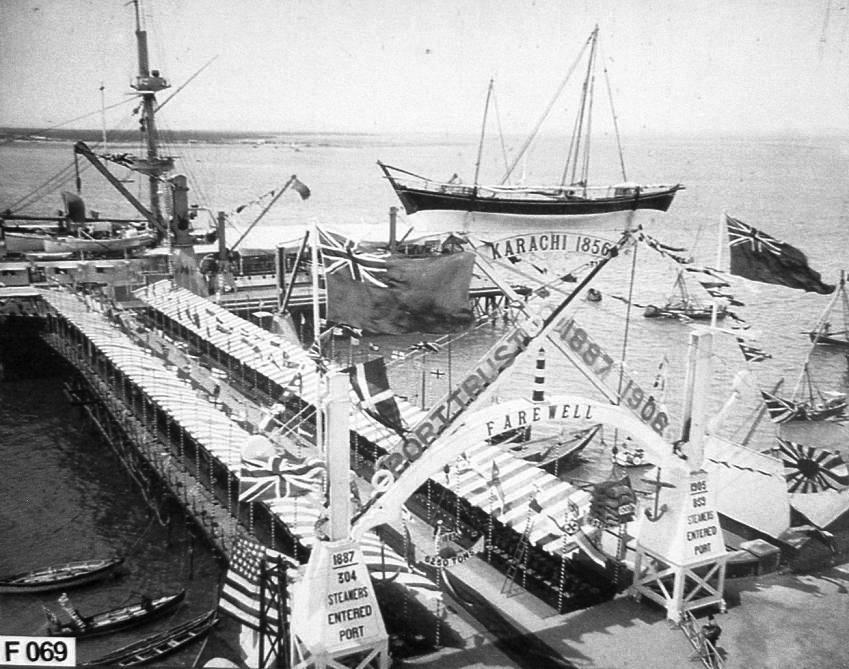
Cảng Karachi vào năm 1906 - Cổng chia tay được dựng lên bởi Cảng Karachi cho chuyến thăm Hoàng gia của Vua George V

Lịch sử của cảng được đan xen với lịch sử của thành phố Karachi. Một số cảng cổ đã được quy cho khu vực bao gồm "Krokola", "Morontobara" (Cảng của phụ nữ) (được đề cập bởi Nearchus), Barbarikon (the Periplus of the Erythraean Sea, và Debal (một thành phố bị tướng Ả Rập Muhammad bin Qasim chiếm vào năm 712).